# Impala
Impala (Aepyceros melampus; grč. aipos "visok", ceros "rog" + melas "crn", pous "stopalo") afrička je antilopa srednje veličine. Ime impala dolazi iz Zulu jezika. Pronalazi ih se u savanama diljem Kenije, Tanzanije, Mozambika, Namibije, Bocvane, Zambije, Zimbabvea, južne Angole, te na sjeveroistoku Južne Afrike i Ugande (njeno ime izvor je imena glavnoga grada te zemlje – Kampala).

## Obilježja
Prosječna težina impale je otprilike 75 kilograma. Prekrivene su crvenkasto smeđom dlakom sa svjetlijim bokovima, dok su im trbusi bijele boje. Samo mužjaci impale imaju rogove čiji oblik podsjeća na liru, a dužina rogova može dostići 90 centimetara. 
Impale su među dominantnim vrstama u brojnim savanama. Prilagođavaju se različitim okolišima – u jednima pasu, dok u drugim brste lišće. Pasu tijekom perioda kada je trava zelena i raste, dok u drugim periodima brste izdanke, pupoljke ili listove.
Stada korsite posebna mjesta za defekaciju. Impale su aktivne tijekom dana i noći, te ovise o prisutnosti vode. Stado je u pravilu pokazatelj vode u blizini. Impale mogu preživjeti u okolišu u kojem druge životinje koje pasu ne mogu.
Kada su preplašene ili uznemirene, čitavo stado počinje skakati uokolo kako bi zbunile svog grabežljivca. Mogu skočiti više od 9 metara u dalj i 2,5 metra u vis. Plijen su leoparda, geparda, nilskih krokodila, lavova, pjegavih hijena i divljih pasa.

## Društveno ustrojstvo i razmnožavanje
Ženke i mladunčad tvore stada od dvije stotine jedinki. Kada je hrane u izobilju, odrasli mužjaci formirat će vlastite teritorije i okružiti bilo koje stado ženki koje se nađu unutar teritorija i otjerati mužjake koji ih prate. Ponekad će otjerati i mlade mužjake koji su se netom odvojili od majke. Mužjak će se truditi ne dopustiti ni jednoj ženci da napusti njegov teritorij. Tijekom suša, teritoriji se napuštaju pošto krda odlaze u potrazi za hranom i vodom. Stvaraju se velika, miješana i mirna stada mužjaka i ženki.
Mladi mužjaci koji su se netom odvojili od majke odlaze iz prethodnog stada i s ostalim mužjacima stvaraju samačko stado s tridesetak jedinki. 
Sezona parenja impala započinje krajem kišne sezone tijekom ožujka. Čitava sezona traje otprilike tri tjedna. I dok se mladunčad rađa nakon sedam mjeseci, majka može produljiti nošenje mladnuca za još jedan mjesec ako su uvjeti oštri. Tijekom teljenja, majka će se izdvojiti iz stada unatoč brojnim naporima mužjaka da ju zadrži unutar svog teritorija. Majka će lane ostaviti u izoliranom mjestu na nekoliko dana, ili ostaviti ga da se krije u travi nekoliko dana, tjedana ili više prije povratka u stado. U stadu, lane će se pridružiti skupini lanadi, a pridružit će se majci tek pri sisanju ili pri opasnosti od nadolazećeg grabežljivca. Mladunčad siše 4-6 mjeseci. Mužjaci koji dosegnu zrelu dob prisiljeni su napustiti stado i pridružiti se samačkim stadima.

## Vanjske poveznice
- Divljina Afrike: Impale

|  | Zajednički poslužitelj ima još gradiva o temi Impala |
|  | Wikivrste imaju podatke o taksonu Impalama           |